# 32086 Viviannetu
32086 Viviannetu è un asteroide della fascia principale. Scoperto nel 2000, presenta un'orbita caratterizzata da un semiasse maggiore pari a 3,1493918 UA e da un'eccentricità di 0,1356408, inclinata di 4,61804° rispetto all'eclittica.